# Pasuluhan
Pasuluhan is een bestuurslaag in het regentschap Serang van de provincie Banten, Indonesië. Pasuluhan telt 3862 inwoners (volkstelling 2010).